# Ekfonesis
Ekfonesis (of uitroep) is een vooral in de gesproken taal en in citaten veel gebruikte stijlfiguur, waarbij aan sterke emoties als ontroering, verdriet, vreugde, opwinding etc. uiting wordt gegeven door middel van een tussenwerpsel zonder eigen grammaticale functie: o, ach, helaas etc.
- Hoera!
- O, dat ik ooit nog eens
een vers met o beginnen mocht, (Jan Eijkelboom)
- O, dacht ik, o dat daar mijn moeder voer (Martinus Nijhoff)